# Ihrenerfelder Kirche

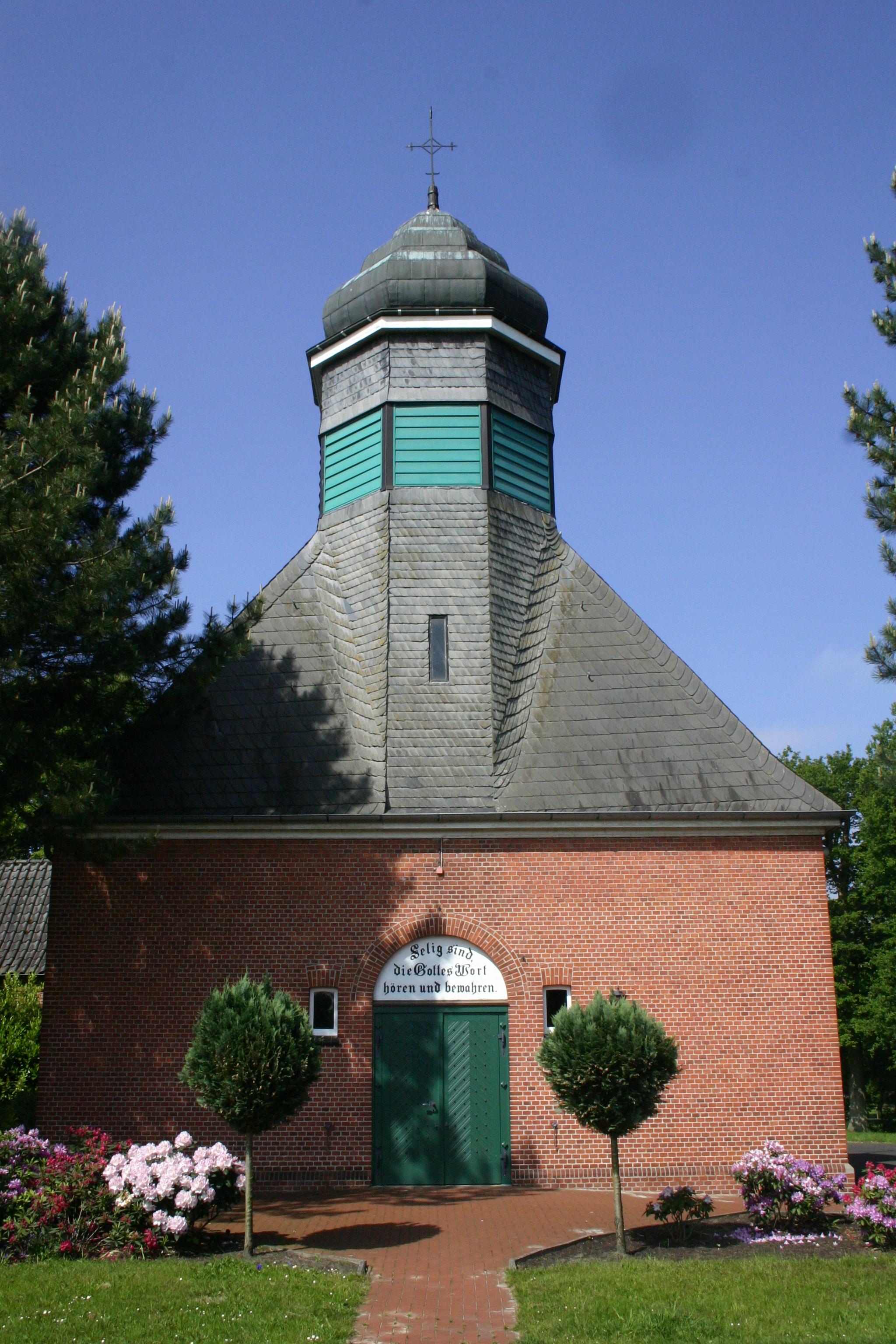
Reformierte Kirche

Die evangelisch-reformierte Kirche in Ihrenerfeld, einem Ort in der ostfriesischen Gemeinde Westoverledingen, wurde in den Jahren 1907/1908 erbaut.

## Geschichte
Das Dorf Ihrenerfeld entstand im 18. Jahrhundert als Kolonie in den Heidfeldern auf dem Sandrücken zwischen dem Moor und Hustede. Es war zunächst dem Kirchspiel Ihrhove zugeordnet. Am 1. März 1907 wurde eine eigenständige Kirchengemeinde gegründet und in den Jahren 1907 bis 1908 schließlich eine Pastorei mit einer Kapelle errichtet, während ein Friedhof schon länger bestand. Am  29. Juni 1908 wurde das Gotteshaus feierlich eingeweiht. In den Jahren 1992/93 wurde die Kirche renoviert und mit einer Heizung versehen. Im Jahr 2010 zählte die Kirchengemeinde 1200 Mitglieder.

## Beschreibung und Ausstattung
Über dem Eingangsportal an der Westseite ist eine Inschrift angebracht: „Selig sind, die Gottes Wort hören und bewahren.“
Das Innere ist der reformierten Tradition entsprechend schlicht gehalten und besticht durch die einfache Gestaltung der Wände und die großen, klaren Fenster, die viel Licht in die Kirche lassen. Die Empore ruht auf schmalen Säulen. Das hölzerne Gestühl in zwei Reihen wurde Anfang der 1990er Jahre erneuert. Zwischen zwei gelb-blauen Fenstern stehen auf einem Wandbehang die Anfangsworte des Lutherliedes „Erhalt uns, Herr, bei deinem Wort“. Davor ist die hölzerne Kanzel aufgestellt. Zu den bedeutendsten Ausstattungsgegenständen zählt eine Bibel mit Widmung durch Kaiserin Auguste Victoria aus dem Jahre 1908. Die beiden Glocken wurden in den Jahren 1930 und 1950 gegossen. Die Orgel ist ein Werk der Firma P. Furtwängler & Hammer aus dem Jahre 1916. Das Instrument verfügt über sieben Register, die sich auf zwei Manuale und Pedal verteilen.